# علی و غول جنگل
علی و غول جنگل فیلمی به کارگردانی بیژن بیرنگ، مسعود رسام و نویسندگی مسعود رسام، بیژن بیرنگ محصول سال ۱۳۶۹ است.

## خلاصه داستان
شایعه است پدر و مادر علی سال‌ها قبل به دست مرد جنگلی کشته شده‌اند. روزی علی به دنبال شکارچیان به جنگل می‌رود و اسیر مرد جنگلی می‌شود. طی حوادثی محبتی بین علی و مرد جنگلی پیدا می‌شود و علی می‌فهمد که مرد جنگلی نه تنها پدر و مادر او را نکشته است، بلکه به آنها که گذشته خود را فراموش کرده بودند کمک کرده است به دهی دیگر بروند. علی و مرد جنگلی تصمیم می‌گیرند تا آن دو را پیدا کنند ولی در این راه گرفتار دسایس پهلوان دوره گرد و بدجنس می‌شوند که قصد دارد از قدرت و چهره زشت مرد جنگلی در نمایش‌ها خود استفاده بکند. عاقبت پهلوان به سزای اعمال خود می‌رسد و علی پدر و مادر خود را پیدا می‌کند.

## بازیگران
- مهدی هاشمی
- غلامحسین لطفی
- اصغر همت
- حمیده خیرآبادی
- حمید عبدالملکی
- حسن دادشکر
- علی زاهدی
- اسدالله یکتا
- سعید شیخ‌زاده
- سیروس تقی‌نژاد
- ابوالقاسم جلالی
- محمدرضا صمیمی
- قدرت‌الله صالحی
- سوسن آقارجبی
- رضا عرب
- آریا پورمحمدی
- امید آهنگر
- محمد تقی‌نژاد